# Shahrestān di Bahar
Lo shahrestān di Bahar (farsi شهرستان بهار) è uno dei 9 shahrestān della provincia di Hamadan, il capoluogo è Bahar. Lo shahrestān è suddiviso in 3 circoscrizioni (bakhsh): 
- Centrale (بخش مرکزی)
- Lalejin (بخش لالجین), con la città di Lalejin.
- Saleh Abad (بخش صالح‌ آباد), con la città di Salehabad.